# Progymnospermophyta
Progymnospermophyta  è una divisione di piante paleozoiche.

## Storia
Oltre alle artrofite e alle felci, dalle trimerofite si svilupparono anche le progimnosperme. Queste piante erano dotate di macrofille ed avevano un cambio vascolare perfettamente funzionante che era in grado di divisioni longitudinali radiali e quindi assicurava una crescita pressoché illimitata. Il legno delle progimnosperme è praticamente indistinguibile da quello delle gimnosperme. Alcune progimnosperme possedevano addirittura un cambio subero-fellodermico. In ogni caso le piante di questa divisione non possono essere considerate gimnosperme, in quanto non avevano semi simili agli ovuli ma strutture riproduttive che in seguito si sarebbero potute evolvere in veri ovuli.